# Trentepohlia amissa
Trentepohlia amissa är en tvåvingeart som beskrevs av Alexander 1964. Trentepohlia amissa ingår i släktet Trentepohlia och familjen småharkrankar. Inga underarter finns listade i Catalogue of Life.